# ۴۵۸۳ لوگو
سیارک ۴۵۸۳ (به انگلیسی: 4583 Lugo، نامگذاری:1989RL4) چهار هزار و پانصد و هشتاد و سومین سیارک کشف شده‌است که در ۱ سپتامبر ۱۹۸۹ کشف شد.
قدر مطلق سیارک برابر ۱۳٫۲ است.